# Клондрохид
Клондрохид (англ. Clondrohid; ирл. Cluain Droichead) — деревня в Ирландии, находится в графстве Корк (провинция Манстер).